# Bandsteg

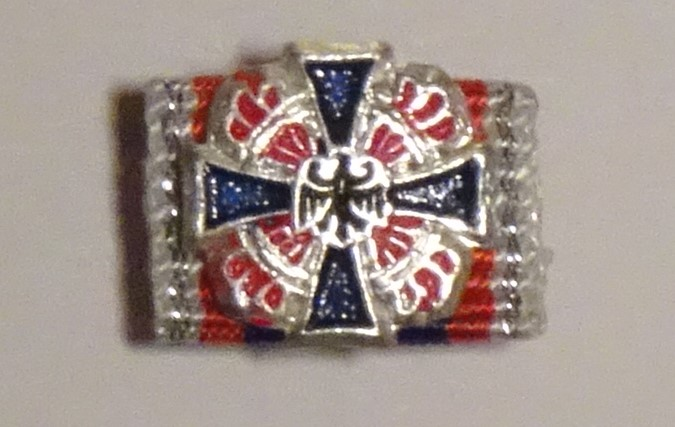
Bandsteg des Deutschen Feuerwehr-Ehrenkreuzes in Silber

Der Bandsteg ist eine Ordensdekoration. Sie ist die kleinere Variante zur Bandschnalle und wird am Zivilanzug getragen. Dabei wird in der Regel diese Miniatur als geordnete Zusammenfassung der von einem Hoheitsträger bzw. Organisation verliehenen oder genehmigten Auszeichnungen im Verleihungsetui übergeben.

## Trageweise
Die Miniatur zur Auszeichnung wird am linken Revers, vorzugsweise in der Knopflochleiste, getragen. Dabei wird sie mit einer langen Nadel oder mit einem Pin mit Schnäpper befestigt.

## Knopflochminiatur

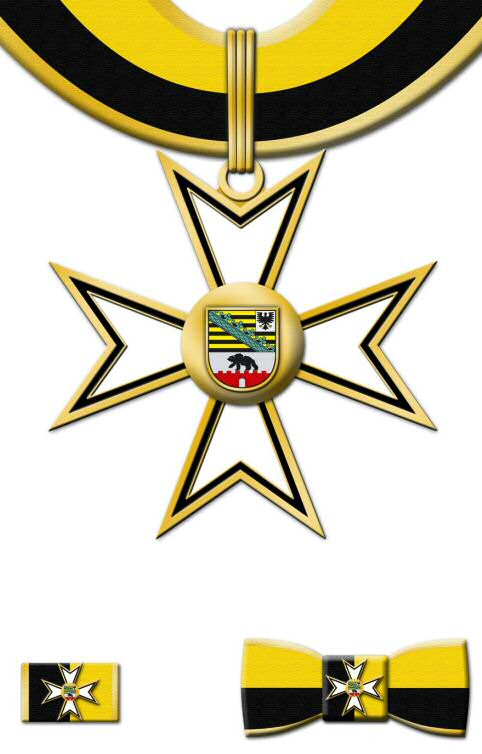
Unten links der Bandsteg und unten rechts die Ordensschleife mit Miniatur

### Bandsteg
Diese Miniatur besteht aus einem Band in den Farben des Ordensbandes der einzelnen Auszeichnungen, in der Regel verbunden mit einer Miniatur der Auszeichnung als Auflage. Die Abmaße des Bandstegs sind ca. 15 × 9 mm groß.

### Schleife
Die Ordensschleife besteht aus einem Band in den Farben des Ordensbandes, sie ist die ursprüngliche Trageweise am Zivilanzug. Die Ordenschleife wird heute als Damenversion der Miniatur genutzt.

### Kokarde
Ist eine Rosette mit den Farben des Ordensbandes gebunden und wird ebenfalls an der linke Reversseite getragen.

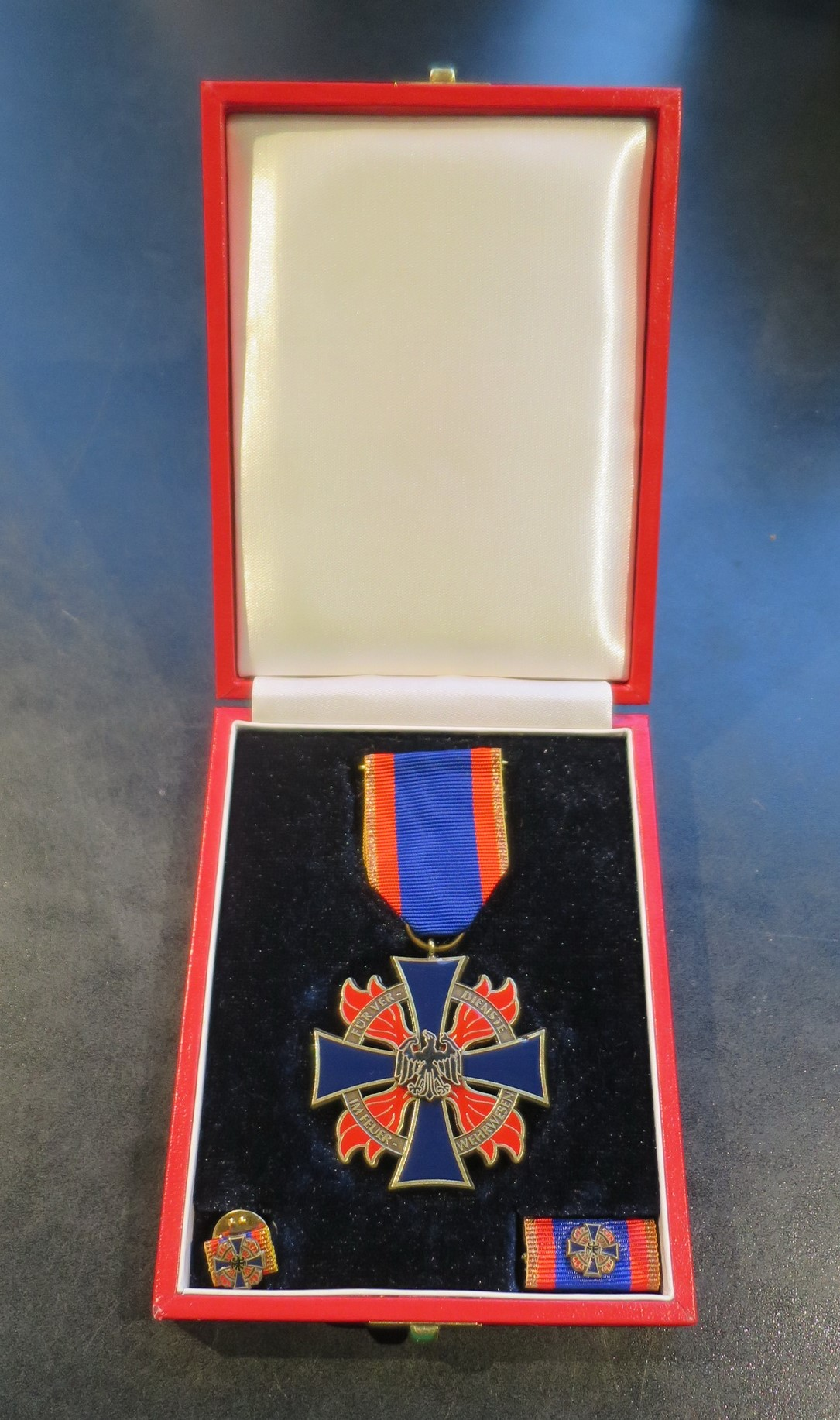
Deutsches Feuerwehr-Ehrenkreuz in Bronze, im Verleihungsetui links der Bandsteg mit Pin und rechts die Bandschnalle
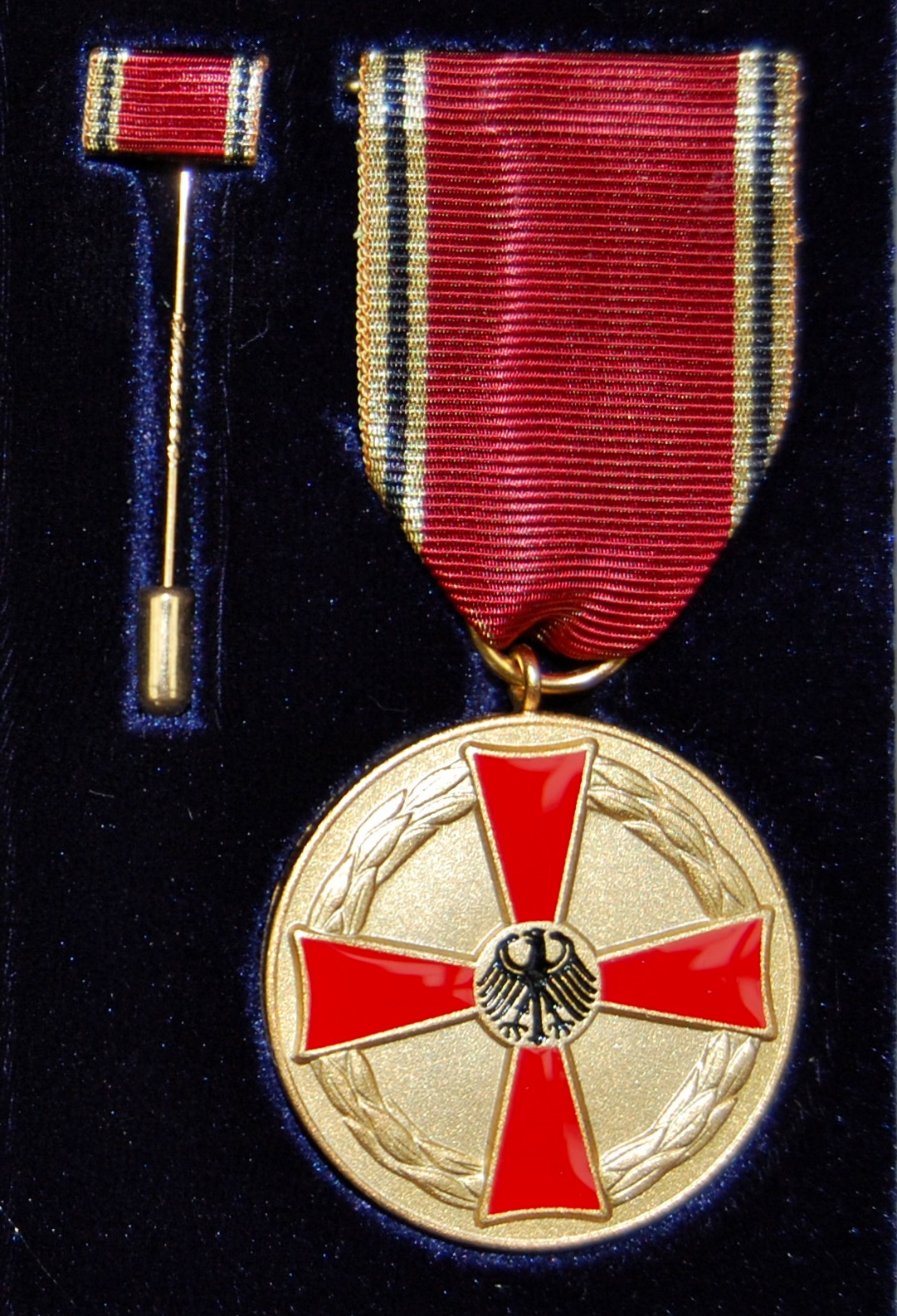
Verdienstmedaille der Bundesrepublik, hier links Bandsteg mit langer Nadel
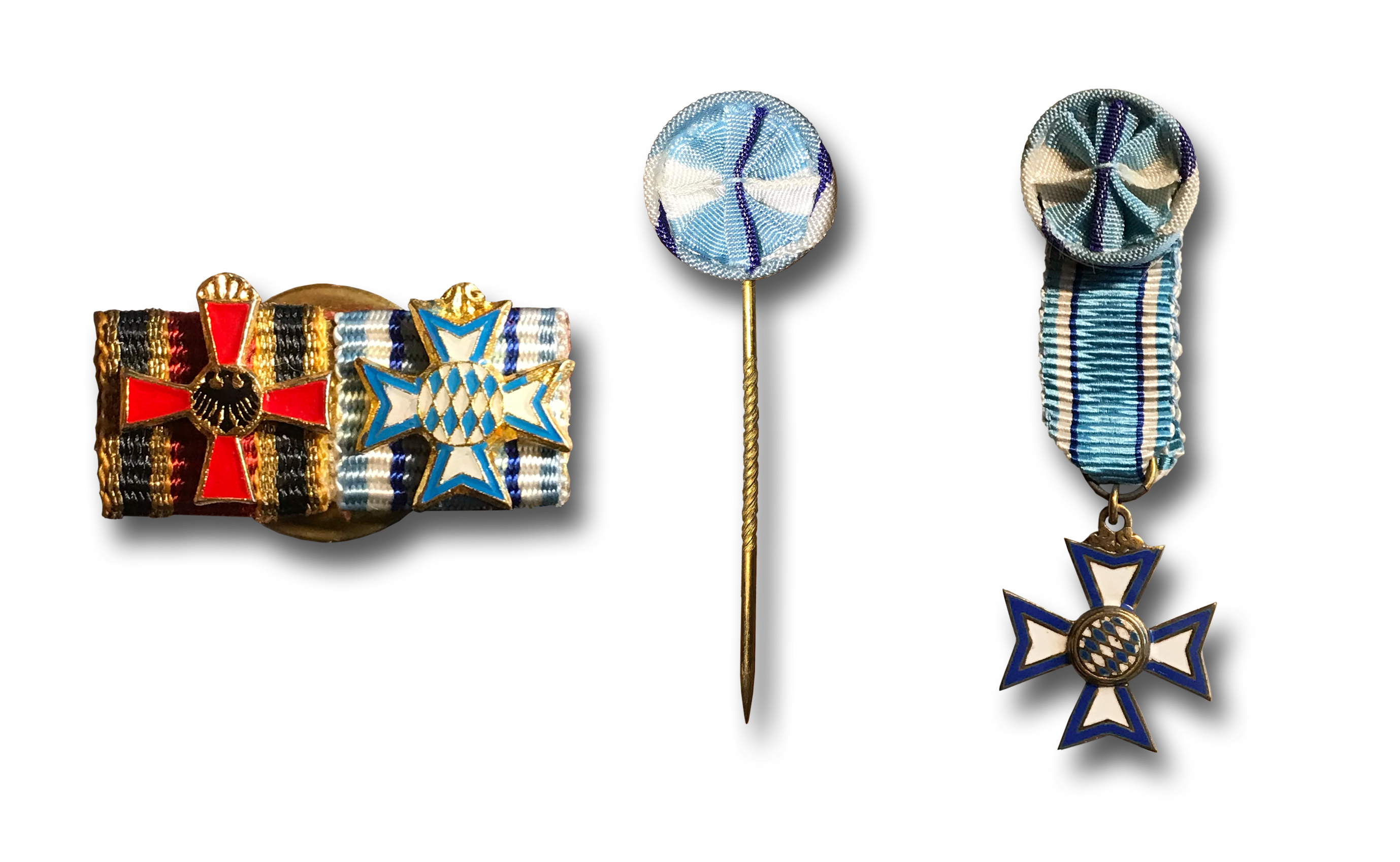
Links zwei Bandstege der Verdienstorden der Bundesrepublik und Bayerns, mittig die Kokarde und rechts die Miniaturschluppe für den Gesellschaftsanzug